# Guadalmar
Guadalmar es un barrio costero situado en el extrarradio de la ciudad de Málaga. Se encuentra a 8 km del centro y a 2 km del aeropuerto de Málaga-Costa del Sol, en el distrito de Churriana.
Limita con el sector de Arraijanal y el barrio de Vega de Oro al este, y con la Loma de San Julián al norte. A su vez linda con el río Guadalhorce en su desembocadura y costea el mar Mediterráneo (mar de Alborán).

## Historia
La zona donde ahora se encuentra Guadalmar ya fue habitada por los fenicios, como demuestra el yacimiento del cerro del Villar. El terreno fue abandonado debido a las constantes inundaciones que sufría al estar situado en una vega. Guadalmar es un barrio de reciente construcción. El terreno empezó a urbanizarse a partir del año 1973, tierras que en un principio pertenecían a una finca privada y que en su mayor parte eran marismas, ya que la desembocadura del río Guadalhorce se encontraba a escasos metros de allí. En 1989, Guadalmar sufrió los daños que causaría la conocida inundación de ese año con los consecuentes daños materiales en la mayor parte de la urbanización, un efecto devastador en la barriada que se volvió a reiterar, aunque en menor medida, con el desborde del río Guadalhorce en 1998. En diciembre de 1994 se inauguró el centro de enseñanza primaria y educación infantil que lleva el nombre de Julio Caro Baroja. En el año 2003 se puso remedio a los constantes desbordamientos del río con su bifurcación, problema que se venía llevando en esa zona hasta ese momento.

## Flora y fauna

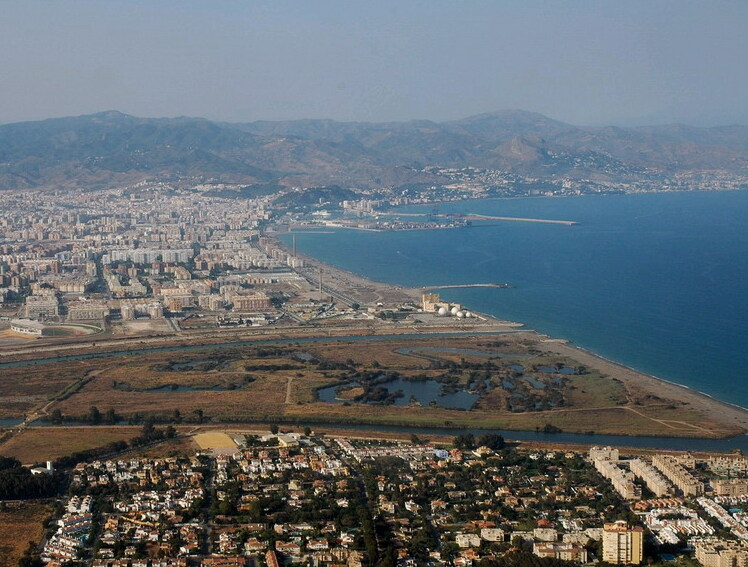
Guadalmar, el parque del Guadalhorce y la ciudad de Málaga.

La mayor parte de la extensión de Guadalmar está cubierta por eucaliptos. En menor extensión otros árboles y arbustos, como tarajes, fresnos, moreras, adelfas y acacias. En la cercanía del río crecen cañas. El suelo no edificado está cubierto por matorral y flores silvestres.
Es curioso ver cómo en este hábitat se ha poblado de cotorras argentinas, que estuvieron de moda durante los años 70 y 80 y que más tarde o bien se escaparon o fueron soltadas por sus dueños. Otro ejemplo similar son las tórtolas turcas o los búhos.

## Equipamientos y ocio
Guadalmar, como cualquier núcleo costero, cuenta con una serie de chiringuitos y restaurantes. También dispone de alojamiento (2 hoteles, de cuatro y tres estrellas respectivamente), característico de un lugar turístico, y tiendas de alimentación y ultramarinos. Dispone de un amplio paseo marítimo con un parque, además de iglesia, guardería, farmacia, veterinaria, peluquerías, heladería y kioscos. 
Cerca de allí, a poco más de un kilómetro se encuentra el Centro de Ocio "Plaza Mayor", "Leroy Merlin", "Decathlon" y prácticamente a su lado el Parador Málaga Golf.
Además cuenta con una parroquia llamada Santa María Estrella de los Mares, la cual fue inaugurada en mayo de 2004 y tiene capacidad para alrededor de 300 personas.
También dispone de un colegio público de Infantil y Primaria, el CEIP Julio Caro Baroja, situado en la C/Conde Lucanor, junto al río. Su página web es http://www.juntadeandalucia.es/averroes/ceipjuliocarobaroja/
Una de las zonas que forman parte de Guadalmar es la denominada Arraijanal, esta zona fue elegida por el Málaga Club de Fútbol para la construcción de su academia para el fútbol base, cuyas obras comenzarán próximamente.

## Playas
- Playa de Guadalmar: Comprende casi 1 kilómetro de costa, desde la desembocadura del Río Guadalhorce hasta donde se sitúa el Hotel Tryp Guadalmar; siguiendo el recorrido del Paseo Marítimo.
- Playa de San Julián o Playa del Campo de Golf: Abarca la zona de playa del Arraijanal, desde el final de la playa de Guadalmar hasta Los Álamos. El tramo correspondiente al Campo de Golf es una playa nudista.

## Transporte
Por carretera se puede acceder a través de la MA-20 por las salidas 1 (pasando por Vega de Oro) o la 3. También es posible por la MA-21, por la salida 2 (tramo de la N-340 convertida en Autovía) pasando por San Julián. Por ferrocarril, si se toma la línea C-1 de Cercanías, en la parada de Plaza Mayor.  En autobús queda conectado mediante las siguientes líneas de la EMT: 
| Línea | Trayecto                                       | Recorrido | Frecuencia    |
| 5     | Alameda Principal - Guadalmar - Parque de Ocio | Recorrido | 30-35 minutos |